# 1923년
1923년은 월요일로 시작하는 평년이다.

## 연호
- 대한민국 임시정부(大韓民國 臨時政府) 대한민국(大韓民國) 5년
- 중화민국(中華民國) 민국(民國) 12년
- 일본(日本) 다이쇼(大正) 12년
- 응우옌 왕조(阮朝) 카이딘(啓定) 8년

## 기년
- 응우옌 왕조(阮朝) 계정제(啓定帝) 8년

## 사건
- 1월 - 신채호, <조선혁명선언> 작성
- 1월 1일 - 남대문역을 경성역으로 개명되었다.
- 1월 3일 - 대한민국 임시정부 내분 수습을 위해 상하이에서 국민대표회의 개최.
- 1월 5일 - 임시정부 신임 국무총리로 노백린 취임
- 1월 12일 - 김상옥이 종로경찰서에 폭탄 투척
- 1월 22일 - 김상옥, 일본 경찰과 접전을 벌이며 저항 끝에 자결.
- 3월 - 천도교소년회, 소년잡지 <어린이> 창간
- 3월 8일 - 삼랑진에서 열차가 전복해 60여명의 사상자 발생.
- 3월 15일 - 의열단 소속 김시현, 유석현 등이 폭탄을 반입하다 서울에서 체포되었다.
- 3월 16일 - 방정환, 윤극영 등이 일본 도쿄에서 색동회 조직
- 4월 - 연희 전문학교 및 세브란스 의학 전문학교 재인가.
- 4월 19일 - 최초의 극영화 <월하의 맹세> 개봉
- 4월 16일 - 이동휘가 연해주에서 일본 경찰과 교전
- 4월 18일 - 미국, 뉴욕에서 양키 스타디움이 개장되다.
- 4월 25일
  - 임시의정원, 임시정부 이승만 대통령 탄핵안 제출
  - 강상호 등이 경남 진주에서 형평사를 설립
- 5월 - 김규식, 이범석 등이 만주 연길현에서 고려혁명군 조직
- 5월 1일 - 조선노동자연맹회 주최 노동절 기념 시위행진이 경찰 당국에 의해 불발
- 5월 5일 - 조선총독부, 감옥의 명칭을 '형무소'로 고침
- 5월 15일 - 평양 시내 전차 시운전 실시
- 6월 2일 - 김규식, 지청천, 여운형 등이 임시정부를 이탈해 상하이에서 고려공화국을 선포.
- 6월 11일 - 경성무선전신국 설치
- 6월 19일 - 미국-영국 채무협정 체결. 미국에 대한 영국의 제1차 세계 대전 채무를 46억 달러로 확정하다.
- 7월 3일 - 무장 독립단원 150여명이 무산 농사동삼장주재소 습격, 일본 경찰 4명 사살.
- 7월 28일 - 경성도서관 신축 건물이 낙성개관하였다.
- 8월 - 조선 전역에 큰 폭우 발생 (1923년 대폭우)
- 8월 2일 - 미국 대통령 "워런 하딩" 사망 및 "캘빈 쿨리지" 부통령 취임
- 8월 25일 - 경성전기, 안국동 선 전차 운전 개시.
- 9월 1일 - 간토 대지진: 지진이 도쿄와 요코하마 일대를 강타하여 14만여 명이 사망함. 지진 직후의 혼란 속에서 조선인 학살 사건, 가메이도 사건도 발생함.
- 9월 2일 - 일본 정부가 민심동요 방지를 위해 한국인 폭동 유언비어를 살포.
- 9월 3일 - 일본 도쿄에서 박열과 가네코 후미코 등이 천황 암살기도 혐의로 검거
- 10월 - 김소월의 <산유화>가 <개벽>에 발표.
- 10월 11일 - 전라남도 순천의 소작인이 소작료 불남 결의.
- 10월 12일 - 일제강점기: 마산시 ~ 오사카 간 정기항로 개설.
- 10월 29일 - 튀르키예 공화국 성립.
- 11월 7일 - 전국형평사대표자대회가 대전에서 개최.
- 11월 8일 - 히틀러, 뮌헨 반란 실패. (~11월 9일)

## 문화
- 9월 7일 - 국제형사경찰기구가 설립되었다.
- 9월 8일 - 로건 국제공항 개항.
- 10월 16일 - 월트 디즈니 컴퍼니가 월트 디즈니와 그의 형 로이 O. 디즈니에 의해 설립되었다.
- 11월 30일
  - 평안북도청을 의주에서 신의주로 이전
  - 대동강인도교 준공
- 12월 1일 - 진주선 마산 ~ 진주 구간이 개통되었다.

## 탄생

### 1월
- 1월 1일
  - 이탈리아의 배우 발렌티나 코르테세. (~2019년)
  - 미국의 재주 연주자, 작곡가 밀트 잭슨. (~1999년)
- 1월 4일 - 대한민국의 정치인 박승규. (~?)
- 1월 8일
  - 미국의 영화배우 래리 스토치. (~2022년)
  - 독일계 미국인 컴퓨터과학자 조셉 웨이젠바움. (~2008년)
- 1월 9일 - 대한민국의 마라톤 선수 서윤복.
- 1월 15일 - 중화민국의 총통, 리덩후이. (~2020년)
- 1월 17일 - 미국의 중국학자 데이비드 니비슨. (~2014년)
- 1월 18일 - 대한민국의 군인 송인명. (~2012년)
- 1월 19일
  - 이탈리아의 축구 선수 체피로 푸리아시. (~1974년)
  - 미국의 배우 진 스테이플턴. (~2013년)
- 1월 23일
  - 대한민국의 군인, 정치인 장도영. (~2012년)
  - 대한민국의 극작자 한운사. (~2009년)
- 1월 29일 - 대한민국의 기업인 안상민. (~2015년)

### 2월
- 2월 2일 - 미국의 야구 선수 레드 쇼인딘스트. (~2018년)
- 2월 3일 - 대한민국의 정치인. 제 7·9대 국회의원 박주현. (~1986년)
- 2월 12일 - 이탈리아의 영화감독, 정치인 프란코 체피렐리. (~2019년)
- 2월 13일 - 미국의 군인 척 예거. (~2020년)
- 2월 15일 - 소련과 러시아의 활동가, 인권 운동가 옐레나 본네르. (~2011년)
- 2월 17일 - 북한의 정치인 황장엽 (~2010년)
- 2월 18일 - 대한민국의 군인 백인엽 (~2013년)

### 3월
- 3월 3일 - 미국의 음악인 독 왓슨. (~2012년)
- 3월 10일
  - 대한민국의 영화배우 윤인자. (~2012년)
  - 미국의 대학 교수 조지 린드벡. (~2018년)
- 3월 12일 - 미국의 사회운동가, 여성운동가 클라라 프레이저. (~1998년)
- 3월 14일 - 미국의 사진 작가 다이안 아버스. (~1971년)
- 3월 15일 - 대한민국의 정치인 최영두. (~1970년)
- 3월 18일 - 줄리아 멀록. (~2017년)
- 3월 22일 - 프랑스의 마임 배우 마르셀 마르소. (~2007년)
- 3월 25일 - 대한민국의 역사학자 박병선. (~2011년)
- 3월 27일 - 대한민국의 군인, 정치가, 기업인 박원석. (~2015년)

### 4월
- 4월 1일 - 대한민국의 축구 선수 박재승. (~2015년)
- 4월 3일 - 대한민국의 가수 송민도. (~2023년)
- 4월 4일 - 미국의 영화배우 진 레이놀즈. (~2020년)
- 4월 5일 - 독일 출신의 지식인, 정치활동가 에르네스트 만델. (~1995년)
- 4월 12일
  - 대한민국의 영화배우 김진규. (~1998년)
  - 미국의 배우 앤 밀러. (~2004년)
- 4월 15일 - 대한민국의 군인 출신 정치인 길재호. (~1985년)
- 4월 18일
  - 대한민국의 교육 출신 정치인 김임식. (~2010년)
  - 미국의 심리학자 프레더릭 허즈버그. (~2000년)
- 4월 23일
  - 대한민국의 정치인 홍우준. (~2018년)
  - 미국의 논리학자 월터 피츠. (~1969년)
- 4월 25일 - 미국의 블루스 기타리스트 알버트 킹. (~1992년)
- 4월 26일 - 대한민국의 희극인 양훈. (~1998년)
- 4월 29일 - 미국의 영화감독 어빈 커슈너. (~2010년)

### 5월
- 5월 7일 - 미국의 배우 앤 백스터. (~1985년)
- 5월 10일
  - 구 소련의 정치인 헤이다르 알리예프. (~2003년)
  - 독일의 법학자 아르투어 카우프만 . (~2001년)
- 5월 11일 - 미국의 수학자 에우제니오 칼라비. (~2023년)
- 5월 15일 - 대한민국의 군인, 정치인 박창암. (~2003년)
- 5월 16일 - 미국의 경제학자 머턴 밀러. (~2000년)
- 5월 19일 - 대한민국의 기업인 류찬우. (~1999년)
- 5월 24일 - 일본의 영화감독 스즈키 세이준. (~2017년)
- 5월 27일 - 독일 태생 미국의 외교관, 정치인 헨리 키신저. (~2023년)
- 5월 28일 - 오스트리아의 작곡가 리게티 죄르지. (~2006년)
- 5월 29일 - 대한민국의 사회운동가 김영욱. (~2005년)
- 5월 31일 - 모나코의 군주 레니에 3세. (~2005년)

### 6월
- 6월 2일 - 미국의 수학자, 경제학자 로이드 섀플리.  (~2016년)
- 6월 4일
  - 극진공수도의 창시자 최영의. (~1994년)
  - 일본의 황족 다카히토 친왕비 유리코. (~2024년)
- 6월 16일 - 미국의 야구 선수 앨리 클라크. (~2012년)
- 6월 20일 - 독일출신의 유대계 미국인, 근대사상가이자 문화사학자, 역사학자 피터 게이. (~2015년)
- 6월 24일 - 대한민국의 기업인 구태회. (~2016년)
- 6월 28일 - 대한민국의 군인 겸 정치인 김계원. (~2016년)

### 7월
- 7월 2일 - 폴란드의 시인 비스와바 심보르스카. (~2012년)
- 7월 4일 - 대한민국의 서양화가 권옥연.
- 7월 6일
  - 대한민국의 비전향 장기수 전진. (~2012년)
  - 프랑스의 성매매 포주 마담 클로드. (~2015년)
  - 폴란드의 대통령 보이치에흐 야루젤스키. (~2014년)
- 7월 13일
  - 대한민국의 교수 권이혁. (~2020년)
  - 대한민국의 배우 김희갑. (~1993년)
- 7월 19일 - 일본의 가수 미나미 하루오. (~2001년)
- 7월 21일 - 미국의 화학자 루돌프 마커스.
- 7월 22일 - 미국의 정치인 밥 돌. (~2021년)
- 7월 28일 - 일본의 정치인 와타나베 미치오. (~1995년)

### 8월
- 8월 1일 - 대한민국의 기독교 페미니스트 겸 노동운동가 이우정. (~2002년)
- 8월 2일 - 이스라엘의 정치인 시몬 페레스. (~2016년)
- 8월 3일 - 미국의 배우 진 헤이건. (~1977년)
- 8월 23일 - 대한민국의 건설기술인 김동한. (~2010년)
- 8월 29일 - 영국의 영화배우 겸 감독 리처드 애튼버러. (~2014년)

### 9월
- 9월 2일
  - 대한민국의 군인 김종환.  (~2022년)
  - 프랑스의 수학자, 필즈 메달 수상자 르네 톰. (~2002년)
- 9월 8일 - 러시아의 시인 라술 감자토프. (~2003년)
- 9월 10일 - 대한민국의 군인 이철희. (~2014년)
- 9월 11일 - 대한민국의 독립운동가 김득명. (~2009년)
- 9월 16일 - 싱가포르의 정치인 리콴유. (~2015년)
- 9월 18일 - 루마니아 왕국 미하이 1세의 왕비 루마니아의 안. (~2016년)
- 9월 23일 - 대한민국의 기업인 정태수. (~2018년)
- 9월 24일
  - 대한민국의 정치인 이승복. (~2017년)
  - 미국의 수학자 라울 보트. (~2005년)
  - 중화민국의 정치인 리위안추. (~2017년)

### 10월
- 10월 3일 - 미국의 작곡가, 지휘자 스타니스와프 스크로바체프스키. (~2017년)
- 10월 4일 - 미국의 영화배우 찰턴 헤스턴. (~2008년)
- 10월 5일 - 영국의 배우, 댄서 글리니스 존스. (~2024년)
- 10월 20일 - 키르기스스탕의 영화 배우 바켄 키디케예바. (~1993년)
- 10월 26일 - 대한민국의 정치인 강문봉. (~1988년)
- 10월 27일 - 대한민국의 시인, 전 정치인 정한모. (~1991년)
- 10월 28일
  - 대한민국의 신학자 이근삼. (~2007년)
  - 대한민국의 정치인 김형일. (~1978년)

### 11월
- 11월 20일 - 남아프리카공화국의 작가 네이딘 고디머. (~2014년)
- 11월 24일 - 대한민국의 정치인, 제6대 국회의원 이재만. (~2004년)
- 11월 26일 - 대한민국의 기업인 방일영. (~2003년)
- 11월 27일 - 조선민주주의인민공화국의 정치인 조명선. (~1994년)
- 11월 28일 - 미국의 배우, 가수 글로리아 그레이엄. (~1981년)
- 11월 30일
  - 대한민국의 바둑 기사 조남철. (~2006년)
  - 대한민국의 정치인 김재순. (~2016년)

### 12월
- 12월 2일
  - 그리스의 소프라노 성악가 마리아 칼라스. (~1977년)
  - 소비에트 연방 및 러시아의 경제학자이자 정치가 알렉산드르 니콜라예비치 야코블레프. (~2005년)
- 12월 12일 - 미국의 방송인 밥 바커. (~2023년)
- 12월 15일 - 영국 태생 미국의 물리학자 프리먼 다이슨. (~2020년)
- 12월 17일 - 대한민국의 기업인 김상홍. (~2010년)
- 12월 18일 - 대한민국의 화학자, 대학교수 장세현. (~2024년)
- 12월 26일 - 독일 태생의 이스라엘계 미국인 피아니스트 필리프 솔레르스. (~2023년)

### 미상
- 대한민국의 정치학자, 언론인 겸 정치인 이우현. (~1984년)
- 대한민국의 의사, 연세대학교 명예교수 김명호. (~2022년)
- 일본의 병리학자 사토 히로시. (~1991년)

## 사망

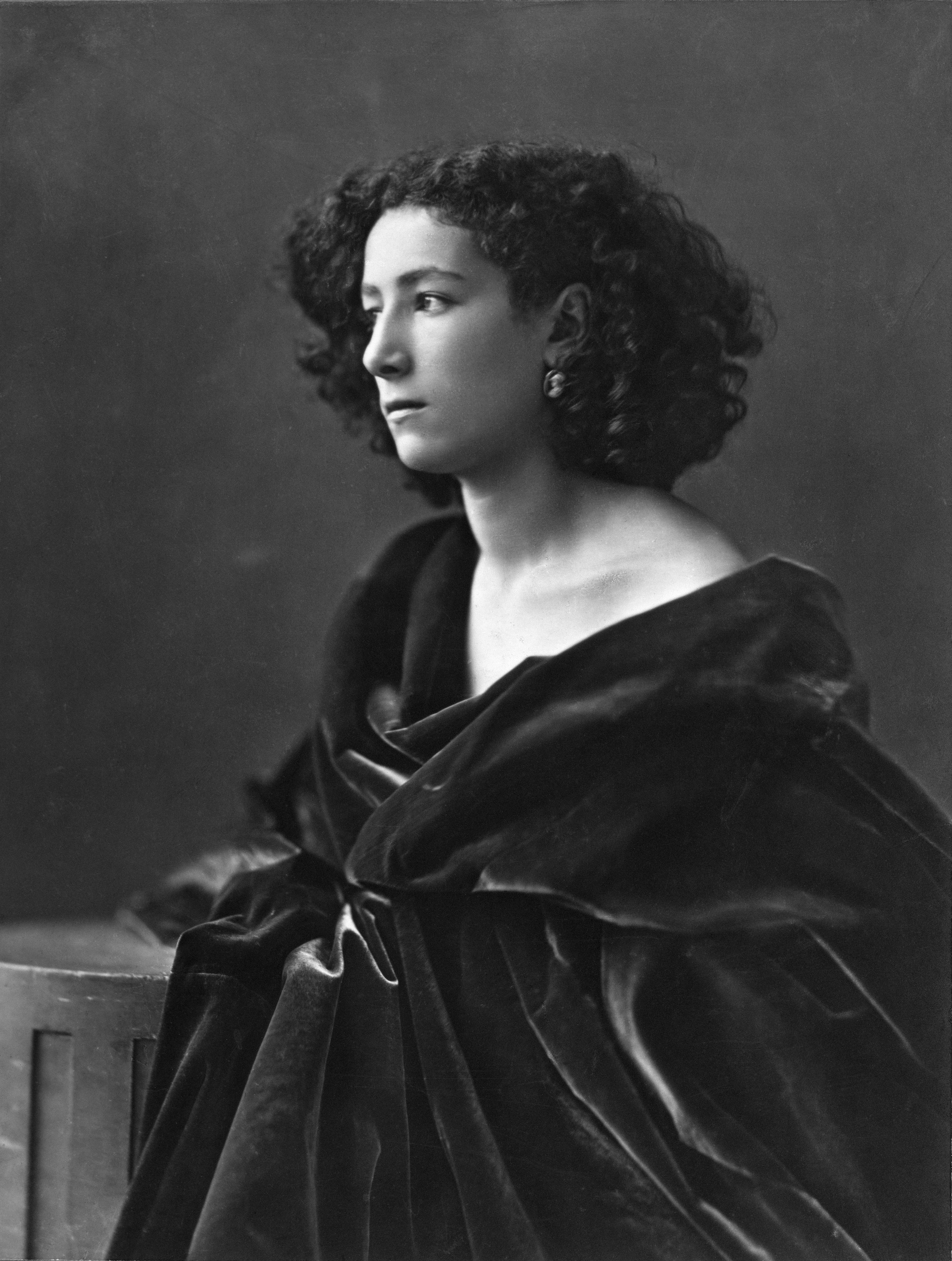
사라 베르나르

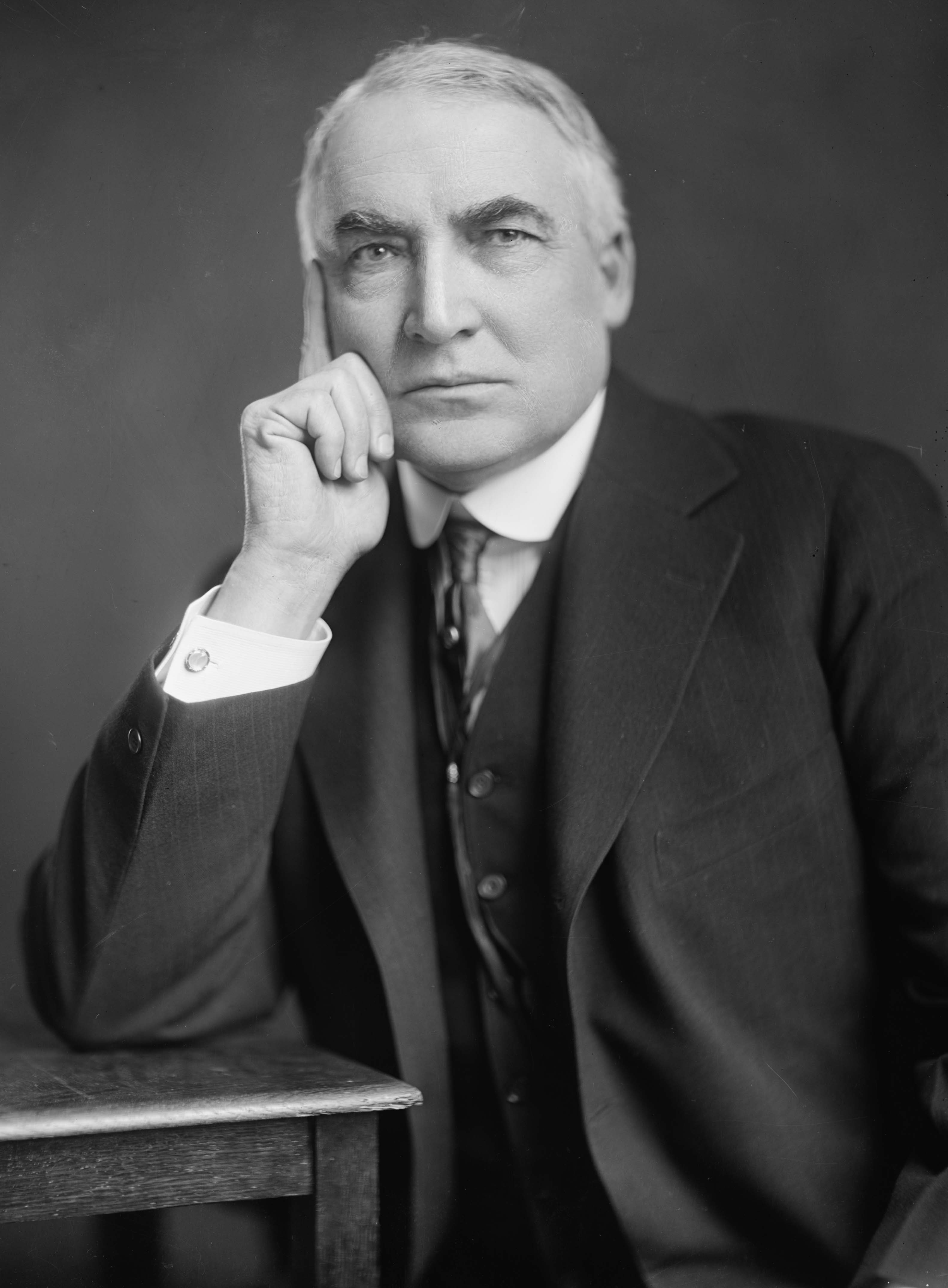
워런 G. 하딩

- 1월 3일 - 체코의 작가 야로슬라프 하셰크.  (1883년~)
- 1월 22일 - 대한민국의 독립운동가 김상옥.  (1890년~)
- 3월 26일 - 프랑스 연극 배우 사라 베르나르.  (1844년~)
- 4월 20일 - 미국의 발명가 쉴러 휠러  (1860년~)
- 8월 2일 - 미국의 제29대 대통령 워런 G. 하딩.  (1865년~)
- 8월 19일 - 이탈리아의 경제학자 빌프레도 파레토.  (1848년~)
- 12월 6일 - 독일의 의사, 미생물학자 프리드리히 율리우스 로젠바흐 (1842년~)

## 노벨상
- 문학상: 윌리엄 예이츠.
- 물리학상: 로버트 앤드루스 밀리컨

## 달력
| 1월 |    |    |    |    |    |    |
| 일  | 월 | 화 | 수 | 목 | 금 | 토 |
|     | 1  | 2  | 3  | 4  | 5  | 6  |
| 7   | 8  | 9  | 10 | 11 | 12 | 13 |
| 14  | 15 | 16 | 17 | 18 | 19 | 20 |
| 21  | 22 | 23 | 24 | 25 | 26 | 27 |
| 28  | 29 | 30 | 31 |    |    |    |

| 2월 |    |    |    |    |    |    |
| 일  | 월 | 화 | 수 | 목 | 금 | 토 |
|     |    |    |    | 1  | 2  | 3  |
| 4   | 5  | 6  | 7  | 8  | 9  | 10 |
| 11  | 12 | 13 | 14 | 15 | 16 | 17 |
| 18  | 19 | 20 | 21 | 22 | 23 | 24 |
| 25  | 26 | 27 | 28 |    |    |    |

| 3월 |    |    |    |    |    |    |
| 일  | 월 | 화 | 수 | 목 | 금 | 토 |
|     |    |    |    | 1  | 2  | 3  |
| 4   | 5  | 6  | 7  | 8  | 9  | 10 |
| 11  | 12 | 13 | 14 | 15 | 16 | 17 |
| 18  | 19 | 20 | 21 | 22 | 23 | 24 |
| 25  | 26 | 27 | 28 | 29 | 30 | 31 |

| 4월 |    |    |    |    |    |    |
| 일  | 월 | 화 | 수 | 목 | 금 | 토 |
| 1   | 2  | 3  | 4  | 5  | 6  | 7  |
| 8   | 9  | 10 | 11 | 12 | 13 | 14 |
| 15  | 16 | 17 | 18 | 19 | 20 | 21 |
| 22  | 23 | 24 | 25 | 26 | 27 | 28 |
| 29  | 30 |    |    |    |    |    |

| 5월 |    |    |    |    |    |    |
| 일  | 월 | 화 | 수 | 목 | 금 | 토 |
|     |    | 1  | 2  | 3  | 4  | 5  |
| 6   | 7  | 8  | 9  | 10 | 11 | 12 |
| 13  | 14 | 15 | 16 | 17 | 18 | 19 |
| 20  | 21 | 22 | 23 | 24 | 25 | 26 |
| 27  | 28 | 29 | 30 | 31 |    |    |

| 6월 |    |    |    |    |    |    |
| 일  | 월 | 화 | 수 | 목 | 금 | 토 |
|     |    |    |    |    | 1  | 2  |
| 3   | 4  | 5  | 6  | 7  | 8  | 9  |
| 10  | 11 | 12 | 13 | 14 | 15 | 16 |
| 17  | 18 | 19 | 20 | 21 | 22 | 23 |
| 24  | 25 | 26 | 27 | 28 | 29 | 30 |

| 7월 |    |    |    |    |    |    |
| 일  | 월 | 화 | 수 | 목 | 금 | 토 |
| 1   | 2  | 3  | 4  | 5  | 6  | 7  |
| 8   | 9  | 10 | 11 | 12 | 13 | 14 |
| 15  | 16 | 17 | 18 | 19 | 20 | 21 |
| 22  | 23 | 24 | 25 | 26 | 27 | 28 |
| 29  | 30 | 31 |    |    |    |    |

| 8월 |    |    |    |    |    |    |
| 일  | 월 | 화 | 수 | 목 | 금 | 토 |
|     |    |    | 1  | 2  | 3  | 4  |
| 5   | 6  | 7  | 8  | 9  | 10 | 11 |
| 12  | 13 | 14 | 15 | 16 | 17 | 18 |
| 19  | 20 | 21 | 22 | 23 | 24 | 25 |
| 26  | 27 | 28 | 29 | 30 | 31 |    |

| 9월 |    |    |    |    |    |    |
| 일  | 월 | 화 | 수 | 목 | 금 | 토 |
|     |    |    |    |    |    | 1  |
| 2   | 3  | 4  | 5  | 6  | 7  | 8  |
| 9   | 10 | 11 | 12 | 13 | 14 | 15 |
| 16  | 17 | 18 | 19 | 20 | 21 | 22 |
| 23  | 24 | 25 | 26 | 27 | 28 | 29 |
| 30  |    |    |    |    |    |    |

| 10월 |    |    |    |    |    |    |
| 일   | 월 | 화 | 수 | 목 | 금 | 토 |
|      | 1  | 2  | 3  | 4  | 5  | 6  |
| 7    | 8  | 9  | 10 | 11 | 12 | 13 |
| 14   | 15 | 16 | 17 | 18 | 19 | 20 |
| 21   | 22 | 23 | 24 | 25 | 26 | 27 |
| 28   | 29 | 30 | 31 |    |    |    |

| 11월 |    |    |    |    |    |    |
| 일   | 월 | 화 | 수 | 목 | 금 | 토 |
|      |    |    |    | 1  | 2  | 3  |
| 4    | 5  | 6  | 7  | 8  | 9  | 10 |
| 11   | 12 | 13 | 14 | 15 | 16 | 17 |
| 18   | 19 | 20 | 21 | 22 | 23 | 24 |
| 25   | 26 | 27 | 28 | 29 | 30 |    |

| 12월 |    |    |    |    |    |    |
| 일   | 월 | 화 | 수 | 목 | 금 | 토 |
|      |    |    |    |    |    | 1  |
| 2    | 3  | 4  | 5  | 6  | 7  | 8  |
| 9    | 10 | 11 | 12 | 13 | 14 | 15 |
| 16   | 17 | 18 | 19 | 20 | 21 | 22 |
| 23   | 24 | 25 | 26 | 27 | 28 | 29 |
| 30   | 31 |    |    |    |    |    |

### 음양력 대조 일람
| 음력월 | 월건 | 대소 | 음력 1일의 양력 월일 | 음력 1일 간지 |
| ------ | ---- | ---- | -------------------- | ------------- |
| 1월    | 갑인 | 소   | 2월 16일             | 경신          |
| 2월    | 을묘 | 대   | 3월 17일             | 기축          |
| 3월    | 병진 | 대   | 4월 16일             | 기미          |
| 4월    | 정사 | 소   | 5월 16일             | 기축          |
| 5월    | 무오 | 대   | 6월 14일             | 무오          |
| 6월    | 기미 | 소   | 7월 14일             | 무자          |
| 7월    | 경신 | 대   | 8월 12일             | 정사          |
| 8월    | 신유 | 소   | 9월 11일             | 정해          |
| 9월    | 임술 | 대   | 10월 10일            | 병진          |
| 10월   | 계해 | 소   | 11월 9일             | 병술          |
| 11월   | 갑자 | 소   | 12월 8일             | 을묘          |
| 12월   | 을축 | 대   | 1924년 1월 6일       | 갑신          |